# Raffaele Bruno
Raffaele Bruno (Napoli, 3 maggio 1974) è un politico e regista teatrale italiano, dal 23 marzo 2018 deputato alla Camera per il Movimento 5 Stelle.

## Biografia
Nato a Napoli il 3 maggio 1974, laureato in biologia, ha lavorato come dirigente biologo e ha intrapreso la carriera artistico-teatrale, collaborando, tra gli altri, con Stefano Benni come assistente nei suoi seminari.
Nel 2006 fonda il collettivo Delirio Creativo, con il proposito di promuovere l’arte, in particolare l’arte performativa, il teatro e la musica, come mezzo di emancipazione e consapevolezza personale e collettiva. Nel 2018 fonda il collettivo "Gli Ultimi Saranno", costola di Delirio Creativo, formato da artisti, musicisti e attori, e realizza più di 40 eventi e spettacoli in oltre 20 carceri italiane. Vive, ad oggi, tra Napoli e Roma.

## Attività politica
Attivista del Movimento 5 Stelle (M5S) fin dalla fondazione, partecipando ai primissimi meet-up di Napoli, alle elezioni politiche del 2018 viene candidato alla Camera dei deputati nel collegio uninominale Campania 1 - 07 (Napoli-San Lorenzo), sostenuto dal M5S, venendo eletto deputato con il 43% dei voti, superando Caterina Miraglia del centrodestra (26,72%) e Marco Rossi-Doria del centrosinistra (21,12%). Durante la XVIII legislatura della Repubblica è stato membro della 14ª Commissione Politiche dell'Unione europea, impegnandosi inoltre nella causa del teatro in carcere. È ospite e organizzatore di eventi sul ruolo delle attività artistiche tra i detenuti e sulla Giustizia Riparativa. È primo firmatario del disegno di legge "Disposizioni per la promozione e il sostegno delle attività teatrali negli istituti penitenziari", anche noto come "Teatro in ogni Carcere". Durante la Legislatura, il suo tasso medio di presenze in Aula è di oltre il 95%.
Alle elezioni politiche anticipate del 2022 viene ricandidato alla Camera, tra le liste del Movimento 5 Stelle nel collegio plurinominale Campania 1 - 01 in terza posizione, venendo rieletto deputato. Nella XIX legislatura è componente della 14ª Commissione Politiche dell'Unione europea.
Grazie ad un suo emendamento alla legge di bilancio 2024, si istituisce un fondo esclusivamente dedicato al teatro in carcere.
Inoltre si occupa, tra l'altro, di una proposta di legge per il teatro in ogni scuola e di libertà religiosa.

## Discografia

### Album
- 2014 - Tutti fuori (con Rete co' mar)
- 2017 - Fragili anime guerriere, Graf[7]

### Singoli
- 2014 - Gente 'e nisciuno (con La Maschera)
- 2021 - Gravidance (con Laye Ba e Gli Ultimi Saranno)
- 2021 - E'mmò (con Gli Ultimi Saranno)
- 2022 - Canzone d'evasione (con Gli Ultimi Saranno)

## Teatro
- 9 performance nell’ambito della Rassegna musicale “Una canzone di pace” (dal 2006 al 2015) - Regista
- “Il ghiaccio sulla pancia” - Regista e Attore
- “URLA!” - Regista
- “150 anni in una sera” - Autore e Attore
- “Criature” - Autore e Regista
- “Quel che resta della guerra” - Regista
- “Donaci una storia” - Autore e Regista
- “Innocenza liberata” - Regista e Attore
- “Amore? Verrà!” - Regista
- “Infelici Notti” - Autore e Regista
- “Ancoràntigone” - Regista
- “Madonne Stanche” - Regista
- “La Lupa nella Gabbia” - Coautore e Regista
- "il risveglio delle lacrime" - aiuto regia
- " i passi prima di noi " - aiuto regia
- " pater familias " - co regista
- " LANGELA " - autore e regista
- " Anime liberate " regista con Federica Palo

## Libri
- Delirio creativo, Marotta&Cafiero editori, 2015

## Riconoscimenti
- 2009 – Premio "Alberto Sordi"
- 2015 – Premio "Walter Chiari"